# Maxeys
Maxeys é uma cidade  localizada no estado americano de Geórgia, no Condado de Oglethorpe.

## Demografia
Segundo o censo americano de 2000, a sua população era de 210 habitantes. Em 2006, foi estimada uma população de 216, um aumento de 6 (2,9%).

## Geografia
De acordo com o United States Census Bureau tem uma área de 6,2 km², dos quais 6,2 km² cobertos por terra e 0,0 km² cobertos por água. Maxeys localiza-se a aproximadamente 241 m acima do nível do mar.

## Localidades na vizinhança
O diagrama seguinte representa as localidades num raio de 24 km ao redor de Maxeys.